# Pardosa basiri
Pardosa basiri este o specie de păianjeni din genul Pardosa, familia Lycosidae. A fost descrisă pentru prima dată de Dyal, 1935.
Este endemică în Pakistan. Conform Catalogue of Life specia Pardosa basiri nu are subspecii cunoscute.